# Adriano Niz
Adriano Niz (5 de Março de 1986) é um nadador português que começou a praticar o desporto aos seis anos de idade para tratamento de sua asma. Mais tarde dedicou-se também ao futebol nas escolas de futebol do Varzim. Uma lesão sofrida em uma disputa de futebol levou o atleta a dedicar-se apenas à natação onde passou a ser um dos principais atletas. Em 2006, conquistou duas medalhas de pratas na Taça do Mundo que decorreu na cidade brasileira de Belo Horizonte. Durante o europeu na Hungria, em Budapeste, bateu o recorde nacional de piscina curta. Adriano Niz foi atleta do Clube Fluvial Vilacondense, mede 1,82 m de estatura e pesa 73 kg. Adriano tem também uma carreira de modelo.
Em 2009 passou a competir a nível individual e pela cidade da Póvoa de Varzim, sagrou-se campeão nacional nos 200 metros livres, 50 metros costas, 100 metros costas, 200 metros costas, e obteve o segundo lugar nos 200 metros estilos durante os Campeonato Nacionais, que decorreram nas Piscinas Universitárias, em Lisboa.
Contém no seu palmarés actualmente:
108 Recordes Nacionais,
88 títulos de Campeão Nacional,
17 títulos de Campeão Nacional Universitário,
38 internacionalizações.

## Clubes
- Clube Fluvial Vilacondense (1995 - 2008)
- Individual Norte de Portugal (Com apoio da câmara municipal da Póvoa de Varzim) (2009)
- SL Benfica (2009 - 2010)
- Famalicão  (2010 - Presente)

## Melhores resultados obtidos
Campeonatos da Europa de Juniores
- 2003
  - 100m Costas: 10º Lugar
  - 200m Estilos: 14º Lugar
  - 400m Estilos: 20º Lugar
  - 200m Costas: 9º Lugar
- 2004
  - 200m Livres: 6º Lugar
  - 4*100m Estilos: 6º Lugar
  - 100m Costas: 6º Lugar

Campeonatos da Europa de Piscina Curta
- 2003
  - 200m Livres: 26º Lugar
- 2004
  - 200m Livres: 27º Lugar
- 2005
  - 100m Costas: 31º Lugar
  - 200m Livres: 9º Lugar
  - 400m Livres: 18º Lugar
  - 400m Estilos: 16º Lugar

Campeonatos da Europa de Piscina Longa
- 2004 (Madrid)
  - 200m Livres: 17º Lugar
  - 200m Costas: 18º Lugar
- 2006 (Budapeste)
  - 200m Livres: 21º Lugar
  - 400m Livres: 29º Lugar
  - 200m Costas: 25º Lugar
  - 400m Estilos: ??
  - 4*100m Livres: 14º Lugar
  - 4*200m Livres: ??

Campeonatos Mundiais de Piscina Curta
- 2006 (Xangai)
  - 200m Livres: 10º Lugar
  - 4*100m Livres: 10º Lugar
  - 4*200m Livres: 6º Lugar
  - 400m Livres: 12º Lugar
  - 100m Estilos: 27º Lugar
  - 200m Costas 12º Lugar

Campeonato do Mundo de Piscina Longa
- 2005 (Montreal)
  - 4*200m Livres: 13º Lugar
  - 200m Costas: 26º Lugar
  - 200m Livres: 30º Lugar

Jogos olímpicos
- 2004 (Atenas)
  - 4*200m Livres: 12º Lugar